# Dean Lake (Annapolis)
Dean Lake är en sjö i Kanada.   Den ligger i provinsen Nova Scotia, i den sydöstra delen av landet, 800 km öster om huvudstaden Ottawa. Dean Lake ligger 99 meter över havet. Arean är 5,6 kvadratkilometer. Den ligger vid sjön Tupper Lake. Den sträcker sig 5,1 kilometer i nord-sydlig riktning, och 3,2 kilometer i öst-västlig riktning.
I omgivningarna runt Dean Lake växer i huvudsak blandskog. Runt Dean Lake är det mycket glesbefolkat, med 3 invånare per kvadratkilometer.